# Minerale wol

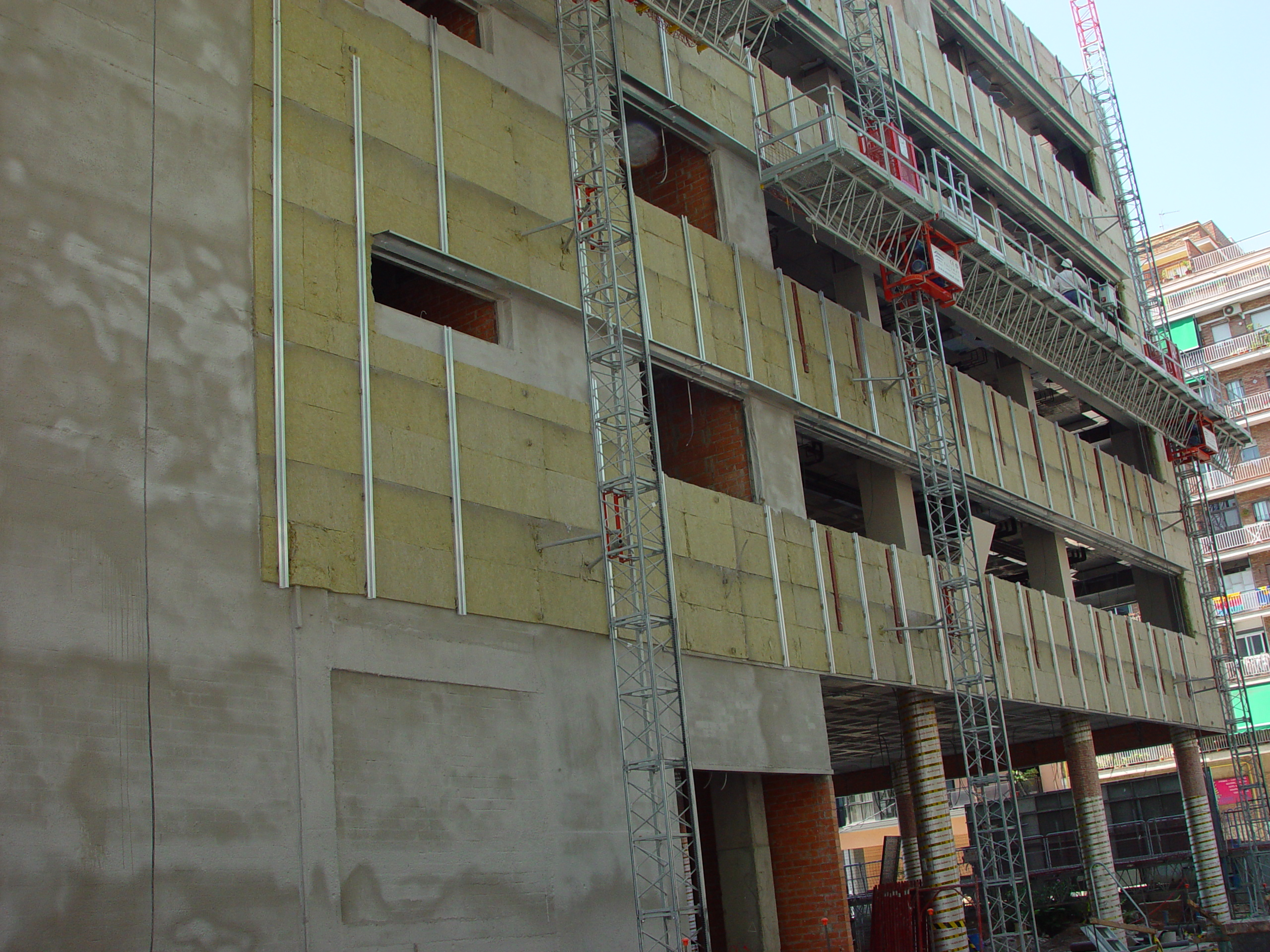
Gevelisolatie bestaande uit gele minerale wol (steenwol)

Minerale wol is de algemene aanduiding van twee soorten isolatiemateriaal namelijk: glaswol en steenwol. Deze minerale wollen zijn gesponnen uit glas of steen. De materialen worden vervaardigd onder zeer hoge temperatuur.  

## Eigenschappen en toepassingen
Minerale wol heeft een warmtegeleidingscoëfficiënt van 0,035 tot 0,040 W/mK. Om deze reden wordt minerale wol vaak toegepast voor warmte-isolatie. Door een hogere persing is het zelfs mogelijk een warmtegeleidingscoëfficiënt van 0,032 W/mK te behalen (bron?). Tevens wordt minerale wol toegepast voor geluidsabsorptie.

## Brandbaarheid
Minerale wol is gemaakt uit glas of steen en hierdoor onbrandbaar. Het smeltpunt ligt op hetzelfde niveau als de bronproducten. Dit ligt voor glas iets lager dan voor steen.
Beide materialen worden beschouwd als niet-brandbaar (A1) volgens de Europees testmethodes.
Glaswol heeft een smeltpunt van ±600-800 °C (±900-1100K), terwijl dit ±1200-1300 °C (±1500-1600K) is bij rotswol.
In dat opzicht zal rotswol niet, maar glaswol wel volledig wegsmelten bij een volledig ontwikkelde brand (tot ±1050 °C (±1350K)).

## Gezondheid
Glaswol en steenwol kunnen mogelijk kanker veroorzaken, zo is uit dierproeven gebleken. Periodieke gezondheidsenquêtes onder werkers, die met glaswol en steenwol werken,geven aan, dat er (nog?) geen significante toename van kankergevallen of andere ziekteverschijnselen, onder deze werkers is geconstateerd. De wereldgezondheidsraad noemt minerale wol niet kankerverwekkend. Glaswol kan longfibrose veroorzaken. Verder kunnen de bindmiddelen in bepaalde typen glaswol en steenwol bij de verwerking ongezonde gassen veroorzaken, bijvoorbeeld formaldehyde. Minerale wol veroorzaakt huidirritaties en irritaties van de luchtwegen. Er dienen daarom bij het werken met minerale wol wel de nodige voorzorgsmaatregelen genomen, zoals het gebruik van mondkapjes, of beter stofmaskers, die het gehele gezicht bedekken (stofbril+stoffilter voor de longen), handschoenen, en gladde overalls, die apart gereinigd moeten worden, zodat de vezels niet via de wasmachine op andere kleding terecht kunnen komen. Voor de vezels in de lucht bij het werken met minerale wol geldt een Maximale Aanvaarde Concentratie (MAC) van 2 vezels/cm³ (uitgaande van een achturige blootstelling per etmaal).